# 八嶋恵利奈
八嶋 恵利奈（やしま えりな、1986年 - ）は、日本人女性指揮者。カイザースラウテルン歌劇場指揮者兼コレペティートルを経て、2016年2月から2年間、シカゴ交響楽団（CSO）音楽監督リッカルド・ムーティのアシスタント。2019年9月より、フィラデルフィア管弦楽団のアシスタントコンダクター。ドイツ、ベルリン在住。

## プロフィール
1986年ドイツ、ハイルブロン生まれ。幼少よりピアノを始める。14歳でハノーファー国立音楽大学附属特別クラス（IFF）への入学を許可され、ピアノ科の準備生として、指揮も学び始める。2005年、同大学ピアノ科に入学。2007年、フライブルク音楽大学に指揮科とピアノ科の同時専攻で入学。2010年にピアノ科、2012年に指揮科を首席で卒業。在学中にエラスムス奨学金を授与され、ウィーン国立音楽大学指揮科に留学。2012年ハンス・アイスラー音楽大学ベルリン、大学院指揮科入学。2015年に同指揮科研究科を首席修了。
2013年、ラインスベルク音楽院でオペラ作品を指揮し、優秀賞を授与される。
2013年～2015年、ロストック大学フライエス学生オーケストラ（F.S.O.R）の音楽監督。2015年、ドイツのカイザースラウテルン歌劇場から指揮者兼コレペティートルに任命される。2015年5月、ベネズエラのエル・システマに招かれ、2つのユース・オーケストラを客演指揮。2015年6月、ベルリン・フィルハーモニー管弦楽団やシュターツカペレ・ベルリンなど代表的なプロオーケストラの団員による指揮者ワークショップINTERAKTIONで、上位3名のファイナリストに選ばれる。
2015年7月、リッカルド・ムーティ主宰のイタリアオペラ・アカデミーにおいて、4名の受講生に選抜される。そして2015年9月、シカゴ交響楽団（CSO）指揮研修制度オーディションに合格し、2016年2月より2年間、音楽監督リッカルド・ムーティのアシスタントを務めた。
2018年11月、ズービン・メータのアシスタントとしてバイエルン放送交響楽団の日本公演に同行。
2019年9月、フィラデルフィア管弦楽団のアシスタントコンダクターに就任。
これまでに指揮したオーケストラは、ベルリン・コンツェルトハウス管弦楽団、ロイトリンゲン・ヴュルテンベルク・フィルハーモニー管弦楽団、シュトゥットガルト室内管弦楽団、ブランデンブルク国立管弦楽団、ノイブランデンブルク・フィルハーモニー、ブランデンブルク・シンフォニカー、南西ドイツ・プフォルツハイム室内管弦楽団、マンハイム・プファルツ選帝侯室内管弦楽団、テプリツェ北チェコ・フィルハーモニー管弦楽団、サンレモ交響楽団、ハノーファー北ドイツ放送フィルハーモニー管弦楽団、ニュー・ミュージック・アンサンブルなど。
2019年5月現在、ベルリンを拠点に活動している。